# MusicMight
MusicMight est un site web orienté vers la musique rock, fournisseur d'informations via Internet et dans une série d'ouvrages. Basé en Nouvelle-Zélande, le site est fondé en 2001, à l'origine sous le nom de Rockdetector par le rédacteur britannique Garry Sharpe-Young, et mis à jour par une petite équipe d'internautes du monde entier contribuant au site. À la suite du décès de Sharpe-Young en mars 2010, le site web est abandonné et ferme à la fin 2016.

## Contenu
La base de données du site web recouvre plusieurs genres et dérivés de la musique rock, tels que le thrash metal, le black metal, le death metal, le radio rock, et le nu metal. En mars 2005, le site recense 30 000 artistes et groupes. Le 26 octobre 2006, il en recense 50 000. En décembre 2007, la base de données compte plus de 59 400 groupes recensés et listés. Le site inclut plus de 92 000 albums et  plus de 659 000 chansons. Le site possède également un guide international de plus de 300 000 concerts, archivé depuis 1965. Le site possède également des biographies complètes de plusieurs groupes.
Le site web reste sans activité pendant un temps, et laisse un message expliquant qu'une nouvelle version de Rockdetector est en travaux. Le 1er septembre 2008, le site web redémarre après plus d'un an de reprogrammation avec un nouveau concept, un nouveau design et devient désormais MusicMight au début de 2009. À ce moment, il compte 60 000 artistes et 144 000 personnes inclus dans la base de données. Plus tard cette même année, le site web recense plus d'un demi million de groupes et artistes listés. À la suite du décès de Sharpe-Young, le 12 mars 2010 à l'âge 45 ans, le site web est abandonné et ferme à la fin 2016.

## Ouvrages
- Black Metal - septembre 2001
- Death Metal - septembre 2001
- Ozzy Osbourne - février 2002
- Thrash Metal - octobre 2002
- Power Metal - février 2003
- Doom, Gothic and Stoner Metal - février 2003
- 80s Rock - juillet 2003
- Black Sabbath - Never Say Die - 2004
- New Wave of American Heavy Metal - novembre 2005
- Sabbath Bloody Sabbath - The Battle For Black Sabbath - août 2006
- Thrash Metal - Amended - octobre 2007
- Death Metal - Amended - avril 2008